# St. Martin (Gösselsdorf)

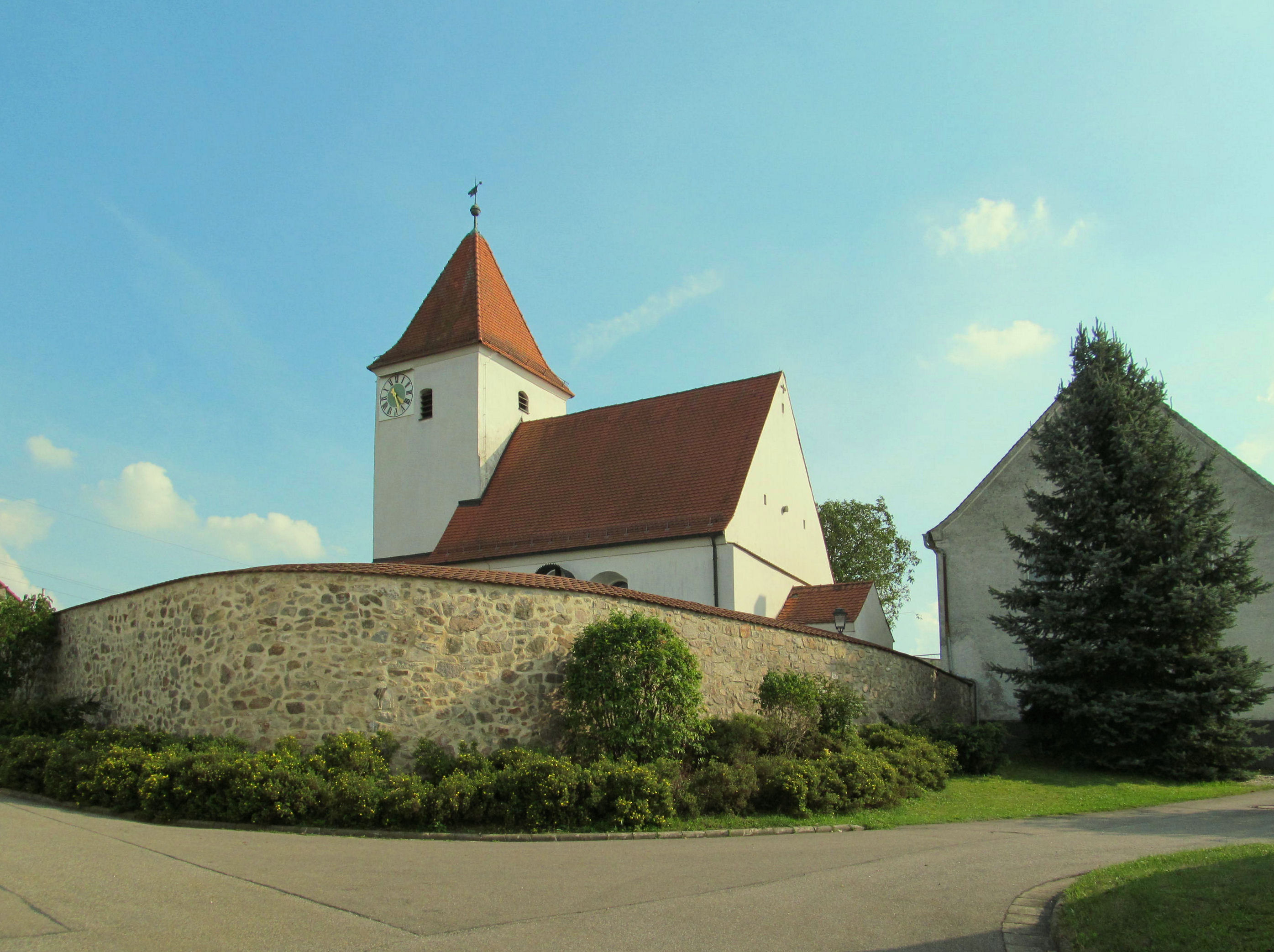
St. Martin (Gösselsdorf)

Die römisch-katholische, denkmalgeschützte Filialkirche St. Martin steht in Gösselsdorf, einem Ortsteil der Gemeinde Schmidgaden im Landkreis Schwandorf der Oberpfalz. Sie gehört zum Bistum Regensburg. Das Bauwerk ist unter der Denkmalnummer D-3-76-159-2 als Baudenkmal in die Bayerische Denkmalliste eingetragen.

## Beschreibung
Die Saalkirche wurde im 15. Jahrhundert erbaut und im 18. Jahrhundert umgebaut. Sie besteht aus einem Langhaus, das mit einem Satteldach bedeckt ist, und einem Chorturm auf quadratischem Grundriss im Osten, der mit einem Pyramidendach bedeckt ist. Zur Kirchenausstattung gehören der 1799/1800 von Christoph Luybl gebaute Hochaltar und die ihm zugeschriebene Kanzel.